# Marylin Maeso
Marylin Maeso, née le 13 janvier 1988 à Montpellier (Hérault), est une conférencière, écrivaine, philosophe et enseignante française. Spécialiste de l’œuvre d'Albert Camus, ses travaux se portent sur l'essentialisme et la philosophie politique contemporaine.

## Biographie
Marylin Maeso naît à Montpellier dans l'Hérault, le 13 janvier 1988. Durant son adolescence, elle fait la découverte d'Albert Camus et de son livre Le Mythe de Sisyphe alors qu'elle passe son baccalauréat, à Londres,.
Admise à l'École normale supérieure de la rue d'Ulm à Paris (Lettres 2009), elle obtient un master (mention très bien) et une agrégation de philosophie. En 2013, lors de sa dernière année au département de philosophie de l’ENS, elle participe à un projet intitulé « Les fabriques de l’inhumain », sous la direction du philosophe Marc Crépon, qu'elle publiera ensuite sous le titre La Petite Fabrique de l'inhumain (2021), qui revisite La Peste d'Albert Camus.
Par la suite, étudiante en thèse, elle obtient un doctorat à l'école doctorale « Concepts et Langages », à l’université Panthéon-Sorbonne.
Elle collabore régulièrement avec les hebdomadaires L'Express et Le Point. 
Depuis 2019, elle est rédactrice de la « chronique philo » mensuelle du Nouveau Magazine Littéraire.

## Publications (essais)
- Les Conspirateurs du silence, Paris, Éditions de l'Observatoire, 2018, 176 p. (ISBN 979-10-329-0165-6)
- Lents demains qui chantent, Paris, Éditions de l'Observatoire, 2020, 28 p. (ISBN 979-10-329-1544-8)
- L'Abécédaire d'Albert Camus, Paris, Éditions de l'Observatoire, 2020, 235 p. (ISBN 979-10-329-0901-0)
- La Petite Fabrique de l'inhumain, Paris, Éditions de l'Observatoire, 2021, 164 p. (ISBN 979-10-329-0600-2)
- Avec Norman Ajari, Où commence le racisme ? Désaccords et arguments, Paris, Philosophie Magazine, 2023, 174 p. (ISBN 978-29-008-1825-1)